# Skin to Skin
Skin to Skin ist ein 1988 von Jake Holmes und Godfrey Nelson geschriebenes Lied. In der Version von Harry Belafonte und Jennifer Warnes wurde das Lied ein international erfolgreicher Titel.
Belafonte sang das Lied neben der auf dem Album Paradise in Gazankulu veröffentlichten Version mit mehreren anderen Partnerinnen, etwa Nana Mouskouri und Sharon Brooks (auf dem Album Belafonte 89).